# Vespa
Vespa es un género de himenópteros eusociales conocidos popularmente como avispones por su gran tamaño, que cuenta con veintidós especies, repartidas sobre todo por el Asia tropical y templada, aunque también ocupan de forma natural Europa y el norte de África. En tiempos recientes se han producido introducciones accidentales de algunas especies: una especie europea, el avispón europeo (Vespa crabro), que ha extendido su área a Norteamérica, y dos de Asia tropical, Vespa velutina y Vespa bicolor se han establecido en Europa.
Son avispas marrones o negras y amarillas que construyen nidos de papel en forma de pelota en árboles, edificios o bajo tierra. Para fabricar el papel con el que hacen el nido, las avispas mastican las fibras de la madera muerta y forman una pasta. Una reina sola comienza a construir el nido, pero pronto cede el trabajo a un número creciente de obreras. Los nidos pueden albergar hasta cinco mil obreras y tener un diámetro de 80 cm. Las obreras mueren en invierno, pero nuevas reinas sobreviven hasta la primavera siguiente. Las avispas de los géneros Vespula y Dolichovespula, emparentadas con éstas, viven de forma similar, y lo mismo puede decirse de otros miembros de la familia Vespidae, en la que se encuadran.
En España, todo el género, salvo la especie autóctona, Vespa crabro, está incluido en el Catálogo Español de Especies Exóticas Invasoras, regulado por el Real Decreto 630/2013; Vespa velutina es la especie alóctona que más problemas ha causado.

## Especies
Se reconocen las siguientes:
- Vespa affinis
- Vespa analis
- Vespa basalis
- Vespa bellicosa
- Vespa bicolor
- Vespa binghami
- Vespa crabro
- Vespa ducalis
- Vespa dybowskii
- Vespa fervida
- Vespa fumida
- Vespa luctuosa
- Vespa mandarinia
- Vespa mocsaryana
- Vespa multimaculata
- Vespa orientalis
- Vespa philippinensis
- Vespa simillima
- Vespa soror
- Vespa tropica
- Vespa velutina
- Vespa vivax

### Especies fósiles
- †Vespa bilineata
- †Vespa ciliata
- †Vespa cordifera
- †Vespa crabroniformis
- †Vespa dasypodia
- †Vespa nigra
- †Vespa picea

## Galería

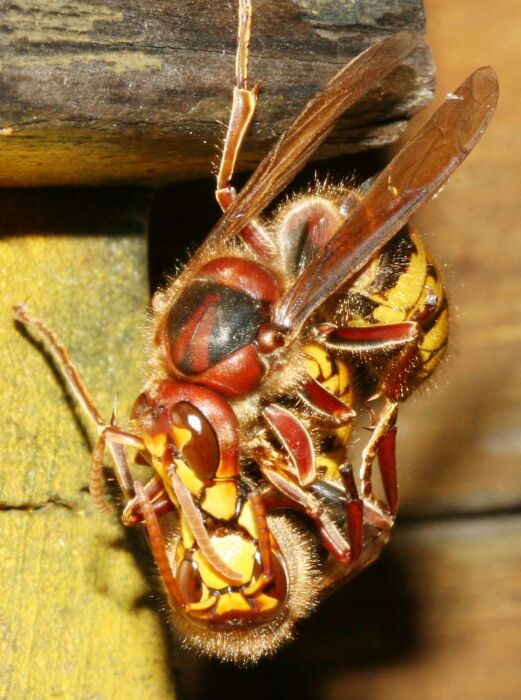
Avispones (Vespa crabro) en una disputa ritualizada
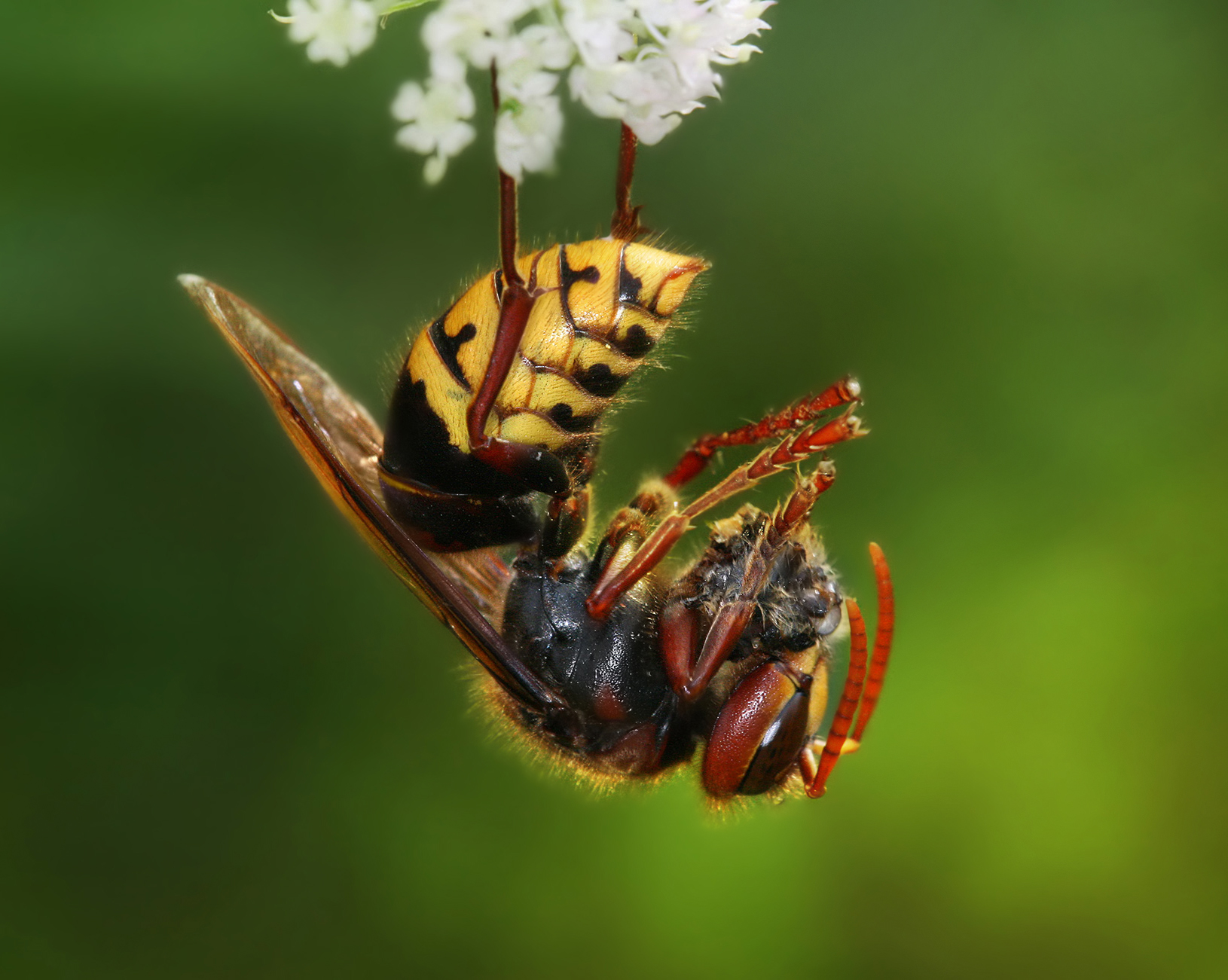
Vespa crabro germanica manipulando a su presa
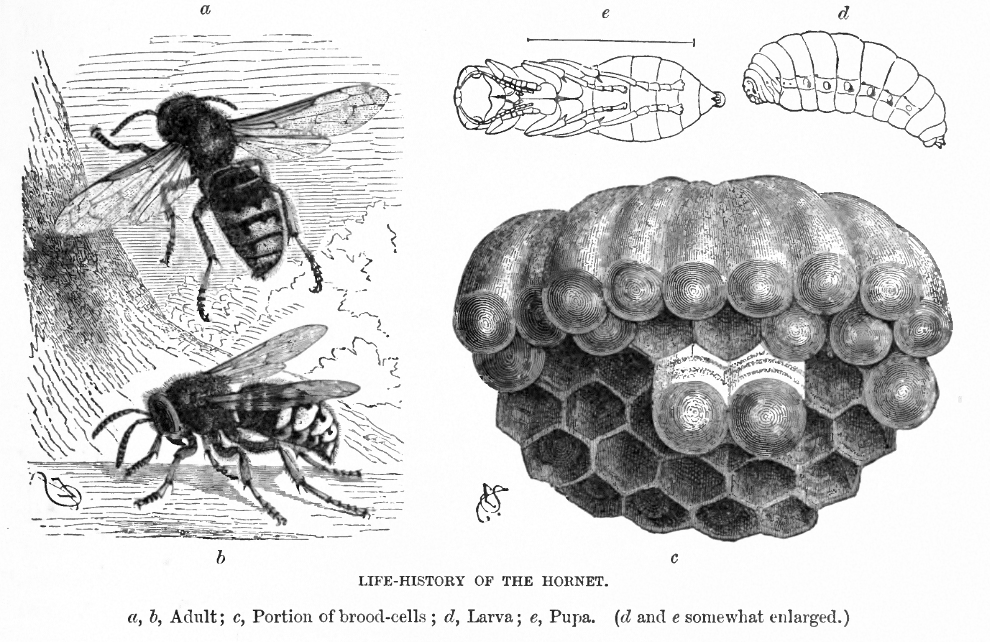
Ciclo vital de Vespa crabro